# Nordkoreanische Volleyballnationalmannschaft der Frauen
Die nordkoreanische Volleyballnationalmannschaft der Frauen ist eine Auswahl der besten nordkoreanischen Spielerinnen, die die Volleyball Association of the D.P.R. Korea bei internationalen Turnieren und Länderspielen repräsentiert.

## Geschichte

### Weltmeisterschaft
Nordkorea nahm 1956 erstmals an einer Volleyball-Weltmeisterschaft teil und wurde Achter. Sechs Jahre später belegten die nordkoreanischen Frauen den zehnten Platz. Ihren größten Erfolg feierten sie 1970 als Dritter. 1986 kamen sie nicht über den 14. Rang hinaus.

### Olympische Spiele
Bei der einzigen Teilnahme am olympischen Turnier gewann Nordkorea 1972 in München das Spiel um Bronze gegen den Nachbarn Südkorea.

### Asienmeisterschaft
Die Frauen aus Nordkorea waren 1989 zum ersten Mal bei der Volleyball-Asienmeisterschaft vertreten und wurde Fünfter. Zwei Jahre später belegten sie direkt hinter Südkorea den vierten Rang. Nach dem neunten Platz 1993 kamen sie erst 2005 zurück und wurden Siebter.

### World Cup
Nordkorea hat noch nie am World Cup teilgenommen.

### World Grand Prix
Der World Grand Prix fand bisher ohne Nordkorea statt.